# Kathy Smallwood-Cook
Kathryn Jane »Kathy« Smallwood-Cook, angleška atletinja, * 26. januar 1951, Winchester, Anglija, Združeno kraljestvo.
Nastopila je na olimpijskih igrah v letih 1980 in 1984, kjer je skupno osvojila tri bronaste medalje, leta 1980 v štafeti 4x100 m ter leta 1984 v teku na 400 m in štafeti 4x100 m, ob tem je dosegla še četrto in peto mesto v teku na 200 m ter šesto v teku na 100 m. Na svetovnem prvenstvu leta 1983 je osvojila srebrno medaljo v štafeti 4x100 m in bronasto v teku na 200 m. Na evropskih prvenstvih je osvojila dve srebrni medalj v štafeti 4x100 m in eno v teku na 200 m, na igrah Skupnosti narodov pa tri zlate medalje v štafeti 4x100 m, dve srebrni v teku na 200 m in eno v štafeti 4x400 m ter bronasto medaljo v teku na 400 m.